# Commercial Resupply Services

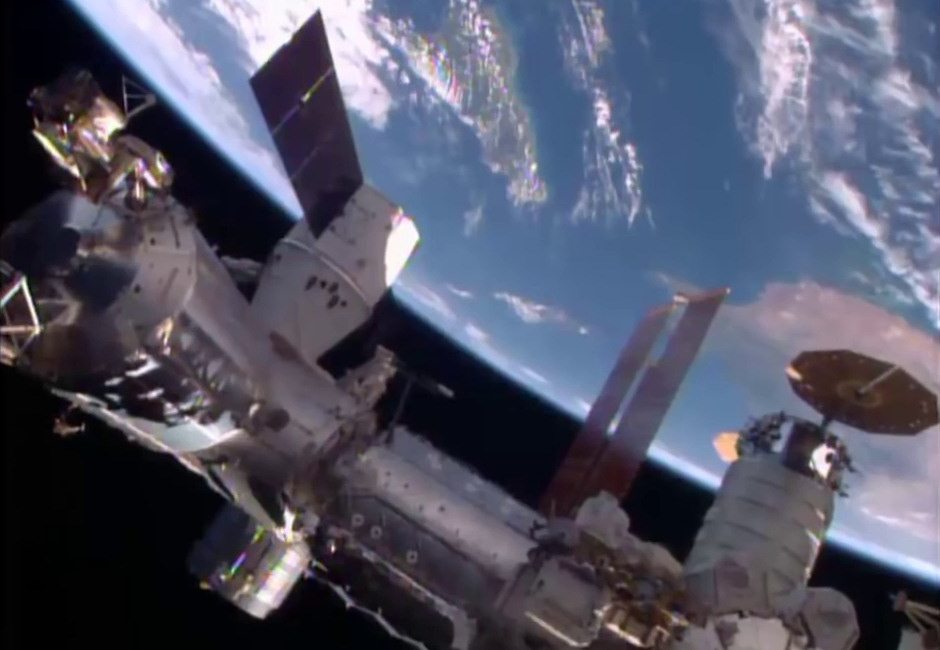
Een Dragon (SPX-8) en een Cygnus (OA-6) zijn gelijktijdig aangekoppeld aan het ISS.

Het Commercial Resupply Services-programma (CRS) is het programma waarmee NASA commerciële ruimtevrachtschepen boekt voor de bevoorrading van het internationale ruimtestation ISS. Het is de missionaire opvolger van het Commercial Orbital Transportation Services (COTS)-programma, waaronder NASA vanaf 2006 ruimtevaartbedrijven subsidieerde om nieuwe ruimtevaartuigen te ontwikkelen die een van de functies van het in 2011 te beëindigen spaceshuttleprogramma moesten overnemen.

## Geschiedenis
Amerikaanse wetgeving schrijft sinds 1987 voor dat NASA commerciële (transport)mogelijkheden moet gebruiken wanneer die beschikbaar zijn. Op dat moment bestonden er nog geen commerciële ruimteschepen en gebruikte NASA dus hun eigen spaceshuttle. Toen besloten was het spaceshuttleprogramma te beëindigen, ontstond het plan om de ontwikkeling van commerciële ruimtevrachtschepen en draagraketten te stimuleren en subsidiëren, zodat deze de bevoorrading van het ISS van de spaceshuttle konden overnemen.
In 2004 kreeg Rocketplane Kistler een exclusief contract van NASA om met 227 miljoen dollar subsidie hun K1, een raket met bevoorradingscapsule te ontwikkelen. Het twee jaar daarvoor opgerichte bedrijf SpaceX was het niet eens met de manier waarop deze gunning tot stand was gekomen. Er zou vriendjespolitiek in het spel zijn geweest. Kistlers CEO George Mueller was eerder in zijn carrière directeur van NASA’s Apolloprogramma geweest. Het Government Accountability Office (GAO) steunde het protest van SpaceX en NASA moest het contract intrekken en een openbare aanbesteding uitschrijven die aan de basis van het COTS-programma zou staan.

### COTS
Het Commercial Orbital Transportation Services-programma begon in 2006 met een intekening waarbij commerciële ruimtevaartbedrijven hun ontwerp voor een ruimtevrachtschip bij NASA konden indienen. NASA selecteerde eerst zes ontwerpen die voor een subsidie ten behoeve van verdere ontwikkeling in aanmerking kwamen. Van die zes werden SpaceX met hun Dragon-ruimtevrachtschip en hun Falcon 9-draagraket en de Rocketplane Kistler met de K-1 geselecteerd als winnaars. Rocketplane Kistler kon echter niet aan de verplichting om voldoende eigen financiële middelen in te brengen voldoen waarna NASA het contract ontbond en een tweede inschrijvings-en-selectieronde opende. Deze werd gewonnen door Orbital Sciences Corporation die hun ontwerpen voor het Cygnus-ruimtevrachtschip en hun Antares-draagraket hadden ingediend.
In 2008 werden SpaceX en Orbital Sciences (na bedrijfsfusie in 2015 Orbital ATK en na overname in 2018 Northrop Grumman Innovation Systems geheten) definitief geselecteerd voor het CRS fase 1 contract (CRS1). Ze kregen een subsidie om hun Dragon en Cygnus daadwerkelijk te bouwen evenals hun draagraketten Falcon 9 en Antares met de garantie voor twaalf bevooradingsmissies voor SpaceX en zeven voor Orbital Sciences.
Tussen 2010 en 2012 vonden proefvluchten plaats waarmee het COTS programma werd afgerond en beide bedrijven overgingen tot het uitvoeren van missionaire bevoorradingsvluchten in opdracht van NASA onder het CRS1 contract.

### Functies van de ruimteschepen
De Cygnus brengt vracht (o.a. voedsel, water, zuurstof, onderzoeken, kleding, gereedschappen) in zijn drukcabine naar het ISS. Een Cygnus blijft normaliter enkele maanden aangekoppeld. De maximale duur van een Cygnus missie is twee jaar. Na afloop van een missie wordt de Cygnus met afval gevuld en verbrand deze bij terugkeer in de atmosfeer. De Cygnus kan echter ook na afkoppeling een post ISS-missie uitvoeren. Die kunnen bestaan uit het afzetten van kleine satellieten in hun gewenste baan, of uit experimenten die te gevaarlijk zijn om tijdens de aankoppeling uit te voeren. Voor het CRS2 contract heeft Northrop Grumman de Cygnus zo aangepast dat deze ook na zo’n gevaarlijk experiment kan terugkeren naar het ISS voor een tweede aankoppeling. Dat laatste is echter anno mei 2020 nog nooit gedaan. Ook kan de Cygnus met zijn raketmotoren de snelheid van het ISS corrigeren om het ruimtestation in de juiste baan te houden.
De Dragon brengt eveneens vracht in zijn drukcabine naar het ISS. Daarbij is het ook mogelijk om kleine proefdieren te vervoeren aangezien de Dragon een licht lifesupport-systeem heeft. Naast een drukcabine heeft de Dragon ook een "none-pressurized" achterbak waarin grotere onderdelen voor het ISS vervoerd kunnen worden. Verder heeft de Dragon een hitteschild en is het daarmee het enige vrachtschip dat vracht (o.a. onderzoeksresultaten, defecte ruimtepakken, post) mee terug naar beneden brengt. Sinds 2017 worden reeds gevlogen Dragons opgeknapt en hergebruikt. Eerder werden al wel onderdelen uit reeds gevlogen Dragons hergebruikt. Dragons blijven ongeveer een maand aangekoppeld bij het ISS

### Vluchtnummers
SpaceX en Orbital Sciences hielden beiden de namen CRS-1, CRS-2, CRS-3... aan. Om duidelijk te hebben over welke vlucht het gaat houdt NASA voor SpaceX SPX-1, SPX-2 SPX-3 aan en voor Orbital Sciences ORB-1, ORB-2, ORB-3. Begin 2015 zo'n twee maanden na vlucht ORB-3 fuseerde Orbital Sciences met Alliant Techsystems tot Orbital ATK. Volgende vluchten worden sindsdien OA-4, OA-5, OA-6... genummerd. Vlucht OA-5 en vlucht OA-6 zijn na het ORB-3 ongeluk echter in omgekeerde volgorde op het manifest gekomen. De vluchtnamen van de Cygnus zijn sinds bevoorradingsvlucht 10 weer veranderen omdat Orbital ATK door Northrop Grumman is overgenomen en sinds 6 juni 2018 Northrop Grumman Innovation Systems heet. Volgende missies heten NG-10E, NG-11E, NG-12 etc... de "E" die aan sommige vluchtnummers is toegevoegd staat voor extended oftewel het verlengde CRS1-contract.

### Kosten
Het spaceshuttleprogramma was erg duur. Volgens berekeningen van Edgar Zapata uit 2017 kost het CRS-programma een derde tot de helft van wat het had gekost om het iss te bevoorraden met de ruimteveren en de Multi-Purpose Logistics Module.
Bevoorrading door SpaceX zou 89.000 dollar per kilogram vracht kosten. Bij Orbital ATK is dat 135.000 dollar per kilogram vracht zijn. Onder een doorgezet Spaceshuttleprogramma zou dat 275.000 dollar per kilogram vracht zijn geweest.

### Problemen
Bij beide bedrijven mislukte één CRS-missie. Daarnaast heeft SpaceX een flinke vertraging opgelopen nadat ze hun Falcon 9 aan de grond moesten houden als gevolg een explosie tijdens een voorbereidings test voor een andere klant.

#### ORB-3
Missie Orb-3 (ook bekend als Orbital Sciences CRS-3) ging op 29 oktober 2014 mis toen na 13 seconden de er een explosie in de AJ26 hoofdmotor van de Antares plaatsvond waarna de raket terug op de lanceerplaats viel en volledig explodeerde. Dit had ook grote schade aan de lanceerinstallatie op Wallops Island tot gevolg. De Antares werd aan de grond gehouden tot de oorzaak duidelijk en verholpen was. Tevens moest de lanceerplaats grotendeels herbouwd worden. Daarom werd voor de vluchten AO-4 en AO-6 een Atlas V geboekt. Orbital ATK had geen vertrouwen meer in de AJ26 motoren (dit waren gemodificeerde Russische NK-33's uit de jaren 1960 die van het Sovjet maanprogramma over waren) en besloot een reeds geplande upgrade van de Antares versneld door te voeren. Op 17 oktober 2016 vloog de Antares 200 met missie AO-5 voor het eerst. Deze heeft een RD-181 als hoofdmotor.

#### SPX-7
Op 28 juni 2015 viel de tweede trap van de Falcon 9-raket, die een Dragon voor vlucht SPX-7 (ook bekend als SpaceX CRS-7) naar het ISS moest brengen, uitelkaar. De oorzaak werd snel gevonden in een ondeugdelijke stang die helium flessen op hun plaats houden. SpaceX hield zijn raketten een half jaar aan de grond. En pas in april 2016 vloog er weer een Dragon naar het ISS.
Het verlies van twee CRS-missies binnen acht maanden was extra lastig omdat in diezelfde periode ook een Russische Progress (Progress M-27M) verloren ging. Daardoor liep de voedselvoorraad in het ISS terug van meer dan zes maanden naar zo'n drie maanden.

#### Inzet Atlas V
Na het ongeluk met vlucht Orb-3 dat het gevolg van een defect in de Antares 130-draagraket was, werden de Cygnus-vluchten AO-4 en AO-6 met een Atlas V van United Launch Alliance gelanceerd. Hoewel Orbital ATK de verbeterde Antares-230 in oktober 2016 weer lanceerde (missie AO-5) besloot NASA missie AO-7 (april 2017) weer door de krachtiger Atlas-V te laten lanceren. Daardoor kon er meer vracht mee aanboord van de Cygnus. Iets wat nodig was omdat SpaceX de Falcon 9 en daarmee tevens de Dragon als gevolg van de Amos-6 explosie enkele maanden aan de grond hield en het ISS een bevoorradingsachterstand dreigde op te lopen, terwijl de achterstand na het mislukken van een Cygnus-, een Dragon- en een Progress-bevoorrading in nog niet geheel was ingelopen.

### CRS fase 2
Het was de bedoeling om CRS fase 1 tot 2017 te laten duren, en dan nieuwe contracten in te laten gaan. Om bedrijven die nieuwe ontwerpen voor ruimtevrachtschepen indienden meer tijd te geven werd CRS1 met twee jaar verlengd en werden extra CRS1 vluchten geboekt. 

Voor CRS2 werden SpaceX en Orbital ATK (inmiddels na overname Northrop Grumman Innovation Systems alias NGIS geworden en na reorganisatie va. 2020 Northrop Grumman Space Systems) wederom gecontracteerd.
SpaceX zal een vrachtuitvoering van de Dragon 2 gebruiken. Het belangrijkste verschil is dat die volautomatisch kan aanmeren bij het ISS zonder gebruik te maken van een robot-arm. Nadeel is wel dat de daarvoor gebruikte International Docking Adapter een kleinere toegang biedt en sommige vrachten daar niet door passen. NASA behoudt daarom de mogelijkheid om een Dragon 1 te boeken. De Cargo Dragon biedt ruimte aan 20 procent meer vrachtvollume dan de Dragon 1 en de capsule is tot 5 maal te gebruiken. Cargo Dragon’s landen normaliter in de Atlantische oceaan niet ver van het Kennedy Space Center. Bergingsschepen brengen de Cargo Dragon naar Port Canaveral. Bij slecht weer kan worden uitgeweken naar de Golf van Mexico waar een reserve bergingsvloot ligt. De Cargo Dragon wordt dan in Pensacola uitgeladen alvorens deze naar Port Canaveral wordt overgebracht.
Northrop Grumman zette vooral in op een verbeterde Antares-raket die een zwaarder beladen Cygnus in de ruimte kan brengen en middels een late loader en een verbeterde neuskegel kort voor de lancering nog toegang tot de capsule biedt zodat er nog vracht aan boord is te brengen.
Daarnaast werd Sierra Nevada Corporation met een vrachtuitvoering van de Dream Chaser geselecteerd. Boeing's CST-100-cargo werd niet geselecteerd.
Iedere contractant kreeg minimaal zes bevoorradingsmissie toegewezen.
De eerste bevoorradingsvlucht onder het CRS2-contract was Cygnus missie NG-12 die op 2 november 2019 werd gelanceerd. Na de lancering van eerste CRS2 missie van SpaceX werd bekend dat NASA nog eens drie Cargo Dragon-vluchten heeft bijgeboekt.

#### Functie van de Dream Chaser
De Dream Chaser is een klein ruimtevliegtuig dat op verschillende draagraketten kan worden gelanceerd en op de spaceshuttle-landingsbaan van het Kennedy Space Center. Voor de eerste zes missionaire vluchten zal de Vulcan als draagraket worden gebruikt.
De toevoeging van de Dream Chaser-cargo heeft als voordeel dat sommige onderzoeksresultaten vrijwel direct na de landing van boord kunnen worden gehaald en uitgelezen. Dat betekent dat ze in een gunstig geval zes uur na afkoppeling van het ISS in een laboratorium op aarde zijn. Dit kan met de Dragon niet zo snel omdat Dragons in zee landen en eerst aan boord van een schip en daarna aan land gebracht moeten worden. Ook wordt de vracht tijdens de terugkeer in de dampkring en de landing aan hoogstens 1,5 g blootgesteld. Dat is veel minder dan bij verticaal landende ruimtecapsules het geval is. SNC’s eerste CRS-missie wordt in 2021 verwacht.
CRS2 zal in elk geval van 2019 tot 2024 lopen.

## Lijst met COTS en CRS missies
| Contractant en missienummer    | Lanceerdatum en platform                  | Gebruikt gebruikt voertuig en draagraket | Opmerkingen | Resultaat       |
| ------------------------------ | ----------------------------------------- | ---------------------------------------- | --- | --------------- |
| SpaceX COTS Demo Flight 1      | 8 december 2010 CCAFS SLC-40              | Dragon Falcon 9 1.0                      | Eerste Dragon-missie (zonder kofferbak), tweede Falcon 9-lancering | Succes          |
| SpaceX COTS Demo Flight 2+     | 22 mei 2012 CCAFS SLC-40                  | Dragon Falcon 9 1.0                      | COTS-testvlucht. Eerste Dragon-missie met het complete ruimtevaartuig, eerste rendez-vous-missie en eerste koppeling met het ISS | Succes          |
| SpaceX SpX-1                   | 8 oktober 2012 CCAFS SLC-40               | Dragon Falcon 9 1.0                      | Eerste CRS-missie, eerste niet-demo-vlucht | Succes          |
| SpaceX SpX-2                   | 1 maart 2013 CCAFS SLC-40                 | Dragon Falcon 9 1.0                      | | Succes          |
| Orbital Sciences Cygnus Orb D1 | 18 september 2013 MARS LP-0A              | Cygnus Antares 110                       | COTS-testvlucht | Succes          |
| Orbital Sciences ORB-1         | 9 januari 2014 MARS LP-0A                 | Cygnus Antares 120                       | Eerste missionaire Cygnus vlucht | Succes          |
| SpaceX SpX-3                   | 18 april 2014 CCAFS SLC-40                | Dragon Falcon 9 1.1                      | | Succes          |
| Orbital Sciences ORB-2         | 13 juli 2014 MARS LP-0A                   | Cygnus Antares 120                       | | Succes          |
| SpaceX SpX-4                   | 21 december 2014 CCAFS SLC-40             | Dragon Falcon 9 1.1                      | | Succes          |
| Orbital Sciences ORB-3         | 13 juli 2014 MARS LP-0A                   | Cygnus Antares 130                       | Raket explodeerde enkele tientallen meters boven het lanceerplatform en viel terug waardoor het platform zwaar beschadigd raakte. De oorzaak was waarschijnlijk metaalmoeheid in een turbopomp van een van de AJ-26 raketmotoren. Dat kon echter niet onomstotelijk bewezen worden. | Mislukt         |
| SpaceX SpX-5                   | 10 januari 2015 CCAFS SLC-40              | Dragon Falcon 9 1.1                      | | Succes          |
| SpaceX SpX-6                   | 14 april 2015 CCAFS SLC-40                | Dragon Falcon 9 1.1                      | | Succes          |
| SpaceX SpX-7                   | 28 juni 2015 CCAFS SLC-40                 | Dragon Falcon 9 1.1                      | Na 2:19 minuten explodeerde de raket. Onder meer de IDA-1 International Docking Adapter, een internationaal aanmeersysteem voor het ISS ging verloren. | Mislukt         |
| Orbital ATK OA-4               | 6 december 2015 CCAFS SLC-41              | Cygnus Atlas V-401                       | | Succes          |
| Orbital ATK OA-6               | 23 maart 2016 CCAFS SLC-41                | Cygnus Atlas V-401                       | Ondanks defect dat eerste rakettrap te vroeg uitschakelde door de overcapaciteit van de tweede trap en automatische herberekening toch in de juiste baan gebracht. Aan boord was o.a. Het Saffire I-experiment dat tijdens de eerste post-ISS-missie van een Cygnus werd uitgevoerd. | Succes          |
| SpaceX SpX-8                   | 8 april 2016 CCAFS SLC-40                 | Dragon Falcon 9 FT                       | Vervoerde o.a. BEAM, een door Bigelow Aerospace ontwikkelde testuitvoering van een opblaasbare ruimtestationmodule die aan het ISS gekoppeld werd. De Dragon landde op 11 mei 2016. Ook nam hij voor het eerst sinds een jaar weer een flinke vracht van zo'n 1.500 kg aan onderzoeksresultaten mee terug naar aarde. | Succes          |
| SpaceX SpX-9                   | 18 juli 2016 CCAFS SLC-40                 | Dragon Falcon 9 FT                       | Bracht o.a. de IDA-2 naar het ISS. Landde op 26 augustus 2016. | Succes          |
| Oribital ATK OA-5              | 17 oktober 2016 MARS LP-0A                | Cygnus Antares 230                       | Eerste lancering van de verbeterde Antares 200 serie raketten met nieuwe hoofdmotoren. Aanboord was o.a. Saffire II-experiment | Succes          |
| SpaceX SpX-10                  | 19 februari 2017 KSC LC-39A               | Dragon Falcon 9 FT                       | Aan boord o.a. SAGE III. Eerste poging tot aanmeren bij ISS op 22 februari afgebroken omdat de Dragon problemen had met de uitwisseling van gps gegevens tussen de Dragon en het ISS te maken zat in vernieuwde software van het ISS. Nadat deze software was aangepast koppelde de Dragon de volgende dag met succes aan. Afkoppeling en landing waren op 19 maart 2017.                                                        | Succes          |
| Orbital ATK OA-7               | 18 april 2017 CCAFS SLC-41                | Cygnus Atlas V-401                       | Aan boord was o.a. Saffire III-experiment | Succes          |
| SpaceX SpX-11                  | 3 juni 2017 KSC LC-39A                    | Dragon Falcon 9 FT                       | Eerste hergebruik van een Dragon. Deze vloog eerder missie CRS-4. Dit was de 100e raketlancering vanaf platform LC-39A. Afkoppeling en landing op 3 juli 2017. | Succes          |
| SpaceX SpX-12                  | 14 augustus 2017 KSC LC-39A               | Dragon Falcon 9 FT                       | Laatste nieuwe Dragon 1, Eerste Falcon 9 Block-4 lancering. Aangemeerd op 16 augustus 2017. Afkoppeling en landing op 17 september 2017 | Succes          |
| Oribital ATK OA-8E             | 12 november 2017 MARS LP-0A               | Cygnus Antares 230                       | Bracht 12 CubeSats in hun baan met NASA’s Nanoracks systeem na afkoppeling op 6 december 2017. Keerde op 18 december 2017 terug in de dampkring. | Succes          |
| SpaceX SpX-13                  | 15 december 2017 CCAFS SLC-40             | Dragon Falcon 9 FT                       | Deze Dragon werd eerder voor CRS-6 gebruikt. De eerste trap van de Falcon 9 is eerder gebruikt voor CRS-11. Afkoppeling en landing op 13 januari 2018. | Succes          |
| SpaceX SpX-14                  | 2 april 2018 CCAFS SLC-40                 | Dragon Falcon 9 FT                       | Dragon vloog eerder missie CRS-8 Falcon9-booster vloog eerder CRS-12 aangemeerd bij ISS op 4 april 2018 afkoppeling en landing op 5 mei 2018. | Succes          |
| Oribital ATK OA-9E             | 21 mei 2018 MARS LP-0A                    | Cygnus Antares 230                       | Eerste Amerikaanse reboost van het ISS ooit. Na afkoppeling op 15 juli 2018 werden 6 Cubesats in hun baan afgezet. Op 30 juli 2018 keerde de Cygnus terug in de atmosfeer en verbrandde. | Succes          |
| SpaceX SpX-15                  | 29 juni 2018 CCAFS SLC-40                 | Dragon Falcon 9 FT                       | Booster B1045 werd enkele maanden eerder gebruikt voor de lancering van NASA’s TESS-ruimtetelescoop. Het was de laatste lancering van een Falcon 9-Full Trust, de tweede trap was al naar Block-5 specificaties uitgevoerd. Afkoppeling en landing op 3 Augustus 2018. | Succes          |
| Northrop Grumman NG-10E        | 17 november 2018 MARS LP-0A               | Cygnus Antares 230                       | 19 november met succes bij ISS aangekoppeld, afgekoppeld op 8 februari 2019. In de daarop volgende zeventien dagen heeft de Cygnus een aantal kleine satellieten in hun baan afgezet. Op 25 februari 2019 om 09:05 UTC is de Cygnus teruggekeerd en verbrand in de atmosfeer. | Succes          |
| SpaceX SpX-16                  | 5 december 2018 CCAFS SLC-40              | Dragon Falcon 9 B5                       | Eerste Dragonlancering op een Falcon 9-Block 5. De boosterlanding mislukte door een defect. Aangemeerd op 8 december. Even voor middernacht (UTC) afgekoppeld op 13 januari 2019 landing enkele uren later op 14 januari. | Succes          |
| Northrop Grumman NG-11E        | 17 april 2019 MARS LP-0A                  | Cygnus Antares 230                       | De eerste keer dat er “late loading” bij een Cygnus werd toegepast. Door het nieuwe type neuskegel van de Antares-raket was dit mogelijk. De Antares raket bracht ook 60 ThinSats en een CubeSat in de ruimte. Afgekoppeld van het ISS op 6 augustus 2019, waarna een betrekkelijk lange vervolgmissie van een maand werd gestart. Op 6 december 2019 na totaal 230 dagen in de ruimte teruggekeerd en verbrand in de atmosfeer. | Succes          |
| SpaceX SpX-17                  | 4 mei 2019 6:48 UTC CCAFS SLC-40          | Dragon Falcon 9 B5                       | Afgekoppeld en geland op 3 juni 2019. Dezelfde Falcon 9 booster is ook voor vluchten CRS-18 en CRS-19 gereserveerd. | Succes          |
| SpaceX SpX-18                  | 25 juli 2019 22:01 UTC CCAFS SLC-40       | Dragon Falcon 9 B5                       | Bracht onder anderen de IDA-3 docking adapter naar het ISS. Uitgerust met 4 hitteschildtegels die zijn ontworpen voor Starship. Afkoppeling en landing op 27 augustus 2019 | Succes.         |
| Northrop Grumman NG-12         | 2 november 2019 MARS LP-0A                | Cygnus Antares 230+                      | eerste CRS2 vlucht. Ontkoppelt van het ISS op 31 januari 2020. Post ISS missie bevatte een experiment om afval weg te slingeren en het afzetten van cubesats. Destructieve terugkeer in atmosfeer op 17 maart 2020 | Succes          |
| SpaceX SpX-19                  | 5 december 2019 17:29:23 UTC CCAFS SLC-40 | Dragon Falcon 9 B5                       | Afkoppeling en landing gepland voor 6 januari 2020 | Succes          |
| Northrop Grumman NG-13         | 15 februari 2020 20:21:04 UTC MARS LP-0A  | Cygnus Antares 230+                      | Aangekoppeld op 18 februari. Afgekoppeld op 11 mei, post-ISS-missie eindigde op 31 mei 2020 met de destructieve terugkeer in de atmosfeer. | succes          |
| SpaceX SpX-20                  | 7 maart 2020 4:50 CCAFS SLC-40            | Dragon Falcon 9 B5                       | voor zover bekend de laatste Dragon 1 vlucht. Laatste vlucht onder het CRS1-contract. Afkoppeling en landing op 7 april 2020 | Succes          |
| Northrop Grumman NG-14         | 3 oktober 2020 MARS LP-0A                 | Cygnus Antares 230+                      | Eerste Lanceerpoging afgebroken op 2 oktober door een softwareprobeem in de grondsystemen. Aankoppeling: 5 oktober 2020. Afkoppeling: 6 januari 2021. De-orbit op 26 januari 2021 | Succes          |
| SpaceX SpX-21                  | 6 december 2020, 16:17 (UTC) KSC LC-39A   | Cargo Dragon Falcon 9 B5                 | Eerste Cargo Dragon vlucht. Bishop airlock in de achterbak. Aankoppeling: 7 december 2020. Afkoppeling en landing op 11 januari 2021 met een dag uitgesteld wegens slecht landingsweer voor de Atlantische kust van Florida. Afgekoppeld op 12 januari, landing 14 januari 01:28 UTC in de Golf van Mexico. | Succes          |
| Northrop Grumman NG-15         | 20 februari 2021 MARS LP-0A               | Cygnus Antares 230+                      | aankoppeling iss op 22 februari 2021, afkoppeling 29 juni 2021 | missie onderweg |
| SpaceX SpX-22                  | 3 juni 2021 KSC LC-39A                    | Cargo Dragon Falcon 9 B5                 | afkoppeling op 8 juli 2021 landing een dag later | succes          |
| Northrop Grumman NG-16         | 10 augustus 2021, 22:01 MARS LP-0A        | Cygnus Antares 230+                      | | succes          |
| SpaceX SpX-23                  | 29 augustus 2021 KSC LC-39A               | Cargo Dragon Falcon 9 B5                 | | succes          |
| SpaceX SpX-24                  | 21 december 2021 KSC LC-39A               | Cargo Dragon Falcon 9 B5                 | | succes          |
| Northrop Grumman NG-17         | 19 februari 2022 MARS LP-0A               | Cygnus Antares 230+                      | | succes          |
| SpaceX SpX-25                  | 15 juli 2022 KSC LC-39A                   | Cargo Dragon Falcon 9 B5                 | | succes          |
| Northrop Grumman NG-18         | 7 november 2022 MARS LP-0A                | Cygnus Antares 230+                      | | succes          |
| SpaceX SpX-26                  | 26 november 2022 KSC LC-39A               | Cargo Dragon Falcon 9 B5                 | | succes          |
| SpaceX SpX-27                  | 15 maart 2023 KSC LC-39A                  | Cargo Dragon Falcon 9 B5                 | | succes          |
| SpaceX SpX-28                  | 5 juni 2023 KSC LC-39A                    | Cargo Dragon Falcon 9 B5                 | | succes          |
| Northrop Grumman NG-19         | 2 augustus 2023 MARS LP-0A                | Cygnus Antares 230+                      | laatste lancering van de Antares 230+ | succes          |
| SpaceX SpX-29                  | 10 november 2023 KSC LC-39A               | Cargo Dragon Falcon 9 B5                 | | succes          |
| Northrop Grumman NG-20         | 30 januari 2024 CCSFS SLC-40              | Cygnus Falcon 9 B5                       | | succes          |
| SpaceX SpX-30                  | 21 maart 2024 CCSFS SLC-40                | Cargo Dragon Falcon 9 B5                 | | succes          |
|                                |                                           |                                          | Geboekte CRS-2 vluchten |                 |
| Sierra Nevada SN-1             | 2022 CCAFS SLC-41                         | Dreamchaser Cargo Vulcan-542             | Eerste missionaire vlucht. |                 |
| Sierra Nevada SN-2             | CCAFS SLC-41                              | Dreamchaser Cargo Vulcan-542             | |                 |
| Sierra Nevada SN-3             | CCAFS SLC-41                              | Dream Chaser Cargo Vulcan-542            | |                 |
| Sierra Nevada SN-4             | CCAFS SLC-41                              | Dream Chaser Cargo Vulcan-542            | |                 |
| Sierra Nevada SN-5             | CCAFS SLC-41                              | Dream Chaser Cargo Vulcan-542            | |                 |
| Sierra Nevada SN-6             | CCAFS SLC-41                              | Dream Chaser Cargo Vulcan-542            | |                 |
|                                |                                           |                                          | Bijgeboekte CRS-2 vluchten |                 |
| SpaceX SpX-31                  | september 2024 CCSFS SLC-40/KSC LC-39A    | Cargo Dragon Falcon 9 B5                 | |                 |
| SpaceX SpX-32                  | ~december 2024 CCSFS SLC-40/KSC LC-39A    | Cargo Dragon Falcon 9 B5                 | |                 |
| SpaceX SpX-33                  | ~januari 2025 CCSFS SLC-40/KSC LC-39A     | Cargo Dragon Falcon 9 B5                 | |                 |
| SpaceX SpX-34                  | ~juni 2025 CCSFS SLC-40/KSC LC-39A        | Cargo Dragon Falcon 9 B5                 | |                 |
| SpaceX SpX-35                  | ~oktober 2025 CCSFS SLC-40/KSC LC-39A     | Cargo Dragon Falcon 9 B5                 | |                 |
| Northrop Grumman NG-21         | ~augustus 2024 CCSFS SLC-40/KSC LC-39A    | Cygnus Falcon 9 B5                       | |                 |
| Northrop Grumman NG-22         | ~februari 2025 CCSFS SLC-40/KSC LC-39A    | Cygnus Falcon 9 B5                       | |                 |
| Northrop Grumman NG-23         | augustus 2025 MARS LP-0A                  | Cygnus Antares 330+                      | debuut Antares 330+ |                 |
| Northrop Grumman NG-24         | ~oktober 2025 MARS LP-0A                  | Cygnus Antares 330+                      | |                 |
| Northrop Grumman NG-25         | ~januari 2026 MARS LP-0A                  | Cygnus Antares 330+                      | |                 |

## Trivia
Voor het ontwikkelen en vervoeren van bemanningen van en naar het ISS met commerciële ruimteschepen, heeft NASA een soortgelijk ontwikkelingsprogramma opgezet. Het Commercial Crew Development-programma. Dit wordt opgevolgd door het Commercial Crew-programma waaronder in 2019 de eerste missionaire vluchten plaatsvinden. Ook laat NASA op eenzelfde wijze bevoorradingsmaanlanders ontwikkelen onder het Commercial Lunar Payload Services-programma.